# Piscu Vechi
Piscu Vechi é uma comuna romena localizada no distrito de Dolj, na região de Oltênia. A comuna possui uma área de  km² e sua população era de 2854 habitantes segundo o censo de 2007.